# Sparwood/Elk Valley Airport
Sparwood/Elk Valley Airport är en flygplats i Kanada.   Den ligger i provinsen British Columbia, i den södra delen av landet, 2 900 km väster om huvudstaden Ottawa. Sparwood/Elk Valley Airport ligger 1 168 meter över havet.
Terrängen runt Sparwood/Elk Valley Airport är varierad. Sparwood/Elk Valley Airport ligger nere i en dal som går i nord-sydlig riktning.Runt Sparwood/Elk Valley Airport är det glesbefolkat, med 15 invånare per kvadratkilometer.. Närmaste större samhälle är Sparwood, 11,2 km söder om Sparwood/Elk Valley Airport.
I omgivningarna runt Sparwood/Elk Valley Airport växer i huvudsak barrskog.